# Philocheras gorei
Philocheras gorei är en kräftdjursart som först beskrevs av Mike Dardeau 1980. Philocheras gorei ingår i släktet Philocheras och familjen Crangonidae. Inga underarter finns listade i Catalogue of Life.